# 荻浜
荻浜（おぎのはま）は、宮城県石巻市にある大字であり、旧牡鹿郡荻浜、旧牡鹿郡荻浜村大字荻浜、旧石巻市大字荻浜に相当する。郵便番号は986-2341。2024年（令和6年）2月時点では住居表示未実施。住民基本台帳に基づく人口は36人、世帯数は15世帯（2025年4月30日現在）。また、ここでは、荻浜を擁する地区である荻浜地区（おぎのはまちく）についても解説する。

## 地理
牡鹿半島中部西岸に位置し、北西で侍浜と、東で小積浜と、山を挟んで北東で牡鹿郡女川町野々浜および同町大石原浜と接し、南で石巻湾（荻浜湾）に面する。
域内の一部が土石流危険渓流（土石流危険区域）および急傾斜地崩壊危険個所に指定されている。
主に中生代ジュラ紀の約1.5億年前の地層が北北東 - 南南西の軸をもった摺曲及び断層を繰返し、全体として北部に古い地層が、南部に新しい地層が分布している。

### 山々
- 袴ケ岳 - 江戸時代には、この森林地帯から流留や渡波の製塩所へと薪を供給していた[10]。

### 河川
- 桂川[11]

### 方孔石
荻浜および桃浦、女川の海岸でのみとれる人工的に穴が開けられたような石を方孔石（ほうこうせき）という。1901年に初めて発見されたが、なぜ穴が開いているのかは未だ解明されていない。震災以後、岸壁整理・防波堤が建設されたため、現在、方孔石をとることは難しくなっている。

### 小字
小字は以下の通り。原則として、デジタル庁公表の宮城県町字マスターデータセット（2024年8月13日時点）、運輸局公表の東北運輸局宮城運輸支局住所コード表（2024年11月1日時点）を基に作成した。
| 町字ID | 小字             | 読み                         |
| ------ | ---------------- | ---------------------------- |
| 131101 | 字横浜山         | あざよこはまやま             |
| 131103 | 字荻浜           | あざおぎのはま               |
| 131103 | 字家ノ入         | あざいえのいり               |
| 131104 | 字家前           | あざいえのまえ               |
| 131105 | 字近藤           | あざこんどう                 |
| 131106 | 字穴入           | あざあなのいり               |
| 131107 | 字崎山           | あざさきやま                 |
| 131108 | 字小浜山         | あざこはまやま               |
| 131109 | 字石峠           | あざいしとうげ               |
| 131110 | 字石峠山         | あざいしとうげやま           |
| 131111 | 字大木戸沢中峯山 | あざおおきどさわなかみねやま |
| 131112 | 字田ノ浜山       | あざたのはまやま             |
| 131113 | 字田浜           | あざたのはま                 |
| 131114 | 字白浜           | あざしろはま                 |
| 131115 | 字白浜山         | あざしろはまやま             |
| 131116 | 字稗畑           | あざひえばた                 |
| 131117 | 字有田浜         | あざありたはま               |
| 131118 | 字有田浜山       | 字ありたはまやま             |
| 131119 | 字葉山           | あざはやま                   |

#### 明治期の小字
宮城県各村字調書によると明治17、18年頃の荻浜村の小字は以下の通りである。
- 三京田
- 家ノ前
- 小浜
- 松嶺山
- 桐木沢山
- 崎山
- 東衡山
- 松岸
- 横浜
- 上櫓
- マヤタ山
- 山境山
- 花ノ浜山
- 小浜山
- 菖蒲町
- 太田
- 横須賀
- 石峙山
- ムツナ沢山
- 横浜山
- 谷地山
- 中細田
- 東
- 田ノ浜
- 日陰山
- 田ノ浜山
- 白浜山
- 近藤山
- 垣根
- 西脇
- 荻ノ浜
- アナノ入山
- ヒユバタキ山
- 西衡山
- 壁端
- 日陰沢
- 葉山
- 平倉東山
- 平畑山
- 上櫓山
- 関口
- 目倉木
- 音ノ嶺山
- コヒ倉山
- 碁石浜山

## 歴史
字有田浜の丘陵斜面に石槍を出土する縄文時代の荻浜遺跡が存在する。
史料上の地名の初出は正保年間の成立郷帳であるとされる。それには、
と記されている。
江戸時代には狐崎組大肝煎扱いの小さな漁村であったとされ、元禄年間では、村高約20石の蔵入地で人口117人、10世帯、封内風土記によると明和年間の家数は26軒、天保郷帳によると天保年間の村高は24石余であったとされる。村落の規模は1698年（元禄11年）の牡鹿郡万御改書上によると東西二十九丁四十間南北十七丁二十間
ほどであったとされる。
江戸期には、荻浜・小積浜（小炭浜）の両村民が度々係争を起こしていたことが文書から判明している。1646年（正保3年）の小炭浜茶売の訴状には、
とあり、網場を巡って係争があったとされる。これに対し、遠島大肝入阿立与三郎はこれ以降荻浜の者が小積浜（小炭浜）で網引することを禁止する裁定を下したとされる。この一件以降も1718年（享保3年）の小積浜・荻浜村境出入御尋返答書、1737年（元文2年）の小積浜・荻浜村境ニ付荻浜御百姓御尋返答書、1746年（延享3年）の遠島小積浜・荻浜村境見通之古塚堀崩一件、同年の牡鹿郡荻浜領分いるか漁越境御尋ニ付口上書などの係争文章に徴すれば、両村民の対立が続いていたことがわかる。
明治元年になっても江戸時代の頃と同様に一面荻の生い茂るわずか十八戸の寒村であった。しかし、野蒜築港の第一期工事の完成に伴い、1881年（明治14年）に三菱財閥三菱汽船が新しく横浜 - 函館間の定期航路を開通するにあたって、淡路丸や九州丸といった船による精密な調査の末、三面山に囲まれ風波を直接受けることのない平穏な港であり、1万トン以上の大型船が容易に入港できる深水港湾であるという点から、荻浜港が中継地に選ばれた。汽船は荻浜港に寄港し荷客の積み卸しを開始すると同時に石巻町本町と荻浜村の両方に営業事務所を設置した。そして、三菱財閥に対抗するために、1882年（明治15年）に共同運輸会社が設立され、さらに1883年（明治16年）には宮城県令松平正直は東北独自の汽船会社の重要性を訴えて、東北各県からの株式募集により、資本金10万円の「奥羽水陸運輸会社」の本社を仙台の大町に設立、石巻を含む県内10ヶ所に支店をおいた。このため荻浜港は盛況を極めたが、激しい競争のすえ、奥羽水陸運輸会社は経営難で解体した。なお、三菱と共同運輸両汽船会社は農商務卿西郷従道の斡旋により合併し、1885年9月に日本郵船が設立され、横浜 - 荻浜 - 函館間、1週2回の航路が設定された。1883年には合計118隻の蒸汽船が出入りし、1884年には合計286隻（合計375,265トン）の蒸汽船、合計42隻（合計9,749トン）の西洋型風帆船、合計18隻（合計10,676トン）の日本型五十石以上船が出入りした。当時の日本地図に宮城県唯一の要港として登載され、軍港候補として取り上げられると噂されたこともあったが、1935年に戦艦陸奥が寄港しただけで、陸路交通が不便であるうえに、船舶の大型化が進み荻浜港では停泊するに狭すぎたため、実現はしなかった。
明治22年、23年頃には、荻浜の戸数が170戸から180戸となり、鍵屋、大森、角屋、伏見などの10軒の旅館が並んだ。
1884年の秋に来襲した台風により、野蒜港内湾東側突堤および西側突堤が破壊され、沈床の流出、積石の散乱などにより、野蒜港が潰滅したことや、1887年に上野 - 仙台 - 塩竈間の日本鉄道東北線の開通により、石巻港および荻浜港の荷客取扱量が減少し、郵船経営にも波及した。港内の出先機関は引き上げ、東京から移り住んだ旅館は青森などへと去った。そして、1917年（大正6年）5月15日をもって、荻浜港への寄港が廃止され、客船の寄港地としての歴史に幕を下ろした。

### 荻浜の由来
オギの生い茂っていた浜であったため、荻浜と名付けられたとされる。

## 沿革
- 明治元年 - 高崎藩取締地となる[15]。
- 明治5年 - 宮城県に所属[15]。
- 1874年（明治7年）4月 - 羽山姫神社が村社列格となる[23]。
- 1881年（明治14年）
  - 三菱汽船会社の定期船の寄港地となる[15]。
  - 桃浦外十五カ浜連合戸長役場[注 6]に属する[24]。
- 1882年（明治15年） - 共同運輸会社の定期船の寄港地となる[15]。
- 1884年（明治17年）3月1日 - 荻ノ浜郵便局が開局。
- 1889年（明治22年）
  - 荻浜を中心に小竹浜、折浜、桃浦、月浦、侍浜、小積浜、牧浜、竹浜、狐崎浜、福貴浦、田代浜の12か浜をもって町村制を施行し、荻浜村が成立。これに伴い、荻浜は荻浜村大字荻浜となる[15]。
  - 荻浜港が日本地図に要港として記載される[24]。
- 1908年（明治41年） - 石川啄木が釧路から横浜に行く道中で荻浜に5時間滞在し、歌を詠む[16]。
- 1917年（大正6年）5月15日 - 荻浜港への定期船の寄港が廃止[15][18]。
- 1925年（大正14年） - 当時の荻浜村長と荻浜漁業協同組合が宮城新昌に牡蠣養殖指導を懇請[25]。
- 1933年（昭和8年）3月3日 - 昭和三陸地震が発生し、被災[26]。
- 1935年（昭和10年） - 大日本帝国海軍戦艦陸奥を旗船とする連合艦隊が当地に寄港[18]。
- 1948年（昭和23年）10月1日 - 荻ノ浜郵便局が荻浜郵便局に改名。
- 1951年（昭和26年） - 大火が発生し、ほとんどの家を焼き尽くす[18]。
- 1954年（昭和29年）5月21日 - 荻浜港港湾区域告示[27]。
- 1955年（昭和30年）
  - 牡鹿郡荻浜村が石巻市に吸収合併され、荻浜村荻浜から石巻市大字荻浜となる[15]。
  - 石巻市役所荻浜支所設置[28]。
  - 荻浜小学校前の海岸から方孔石が発見。
- 1960年（昭和35年）5月24日 - チリ地震による津波が来襲し、被災[26]。
- 1982年（昭和57年）
  - 4月1日 - 石巻市立荻浜中学校と石巻市立東浜中学校が合併し、新制の石巻市立荻浜中学校となる[29]。
  - 石巻市立荻浜小学校が成立[30]。
- 2005年（平成17年）4月1日 - 石巻市が1市6町合併をするにあたって、石巻市大字荻浜が石巻市荻浜となる[6]。
- 2011年（平成23年）3月11日 - 東日本大震災にて被災。
- 2013年（平成25年）10月13日 - 地元有志により、宮城新昌の顕彰碑再建[25]。
- 2014年（平成26年） - 石巻市立荻浜小学校が休校となる[30]。
- 2016年（平成28年） - 防災集団移転促進事業の一環で、荻浜字石峠と荻浜字荻浜の各一部をもって、荻浜字横浜山が設置[31]。
- 2017年10月28日 - 津波の教え石が荻浜中学校に設置[32]。
- 2018年（平成30年）
  - 3月3日 - 石巻市立荻浜小学校廃校[30]。
  - 10月29日 - 荻浜支所と荻浜公民館が一体となった新施設が設置[33][34]
- 2021年（令和3年） - 荻浜港における災害復旧工事が完了[27]。
- 2022年（令和4年）11月7日 - 閉鎖中の荻浜郵便局の集配業務を廃止。業務は大原浜郵便局が継承。
- 2023年（令和5年）3月 - 石巻市立荻浜中学校廃校[29]。

## 施設
- 荻浜支所・荻浜公民館（荻浜字白浜山7番地2） - 2018年10月29日に新施設が設置[34]。鉄筋コンクリート一部鉄骨平屋で、盛り土した海抜13メートルの高台に建設[33]。延べ床面積859m2。公民館部分にはホール、会議室、和室、調理実習室、図書コーナーなどがある[33]。防災拠点として太陽光発電、蓄電池設備も設置[33]。
- 大震嘯記念碑（荻浜字家前17） - 北上町十三浜や雄勝町名振、鮎川浜といった牡鹿半島の諸集落に同様のものが設置されている[35]。
- 荻浜復興住宅（荻浜字横浜山1番地10・11） - 災害公営住宅で木造平屋[36]。
- 荻浜灯台（荻浜字崎山）[37]

## 東日本大震災

### 被害

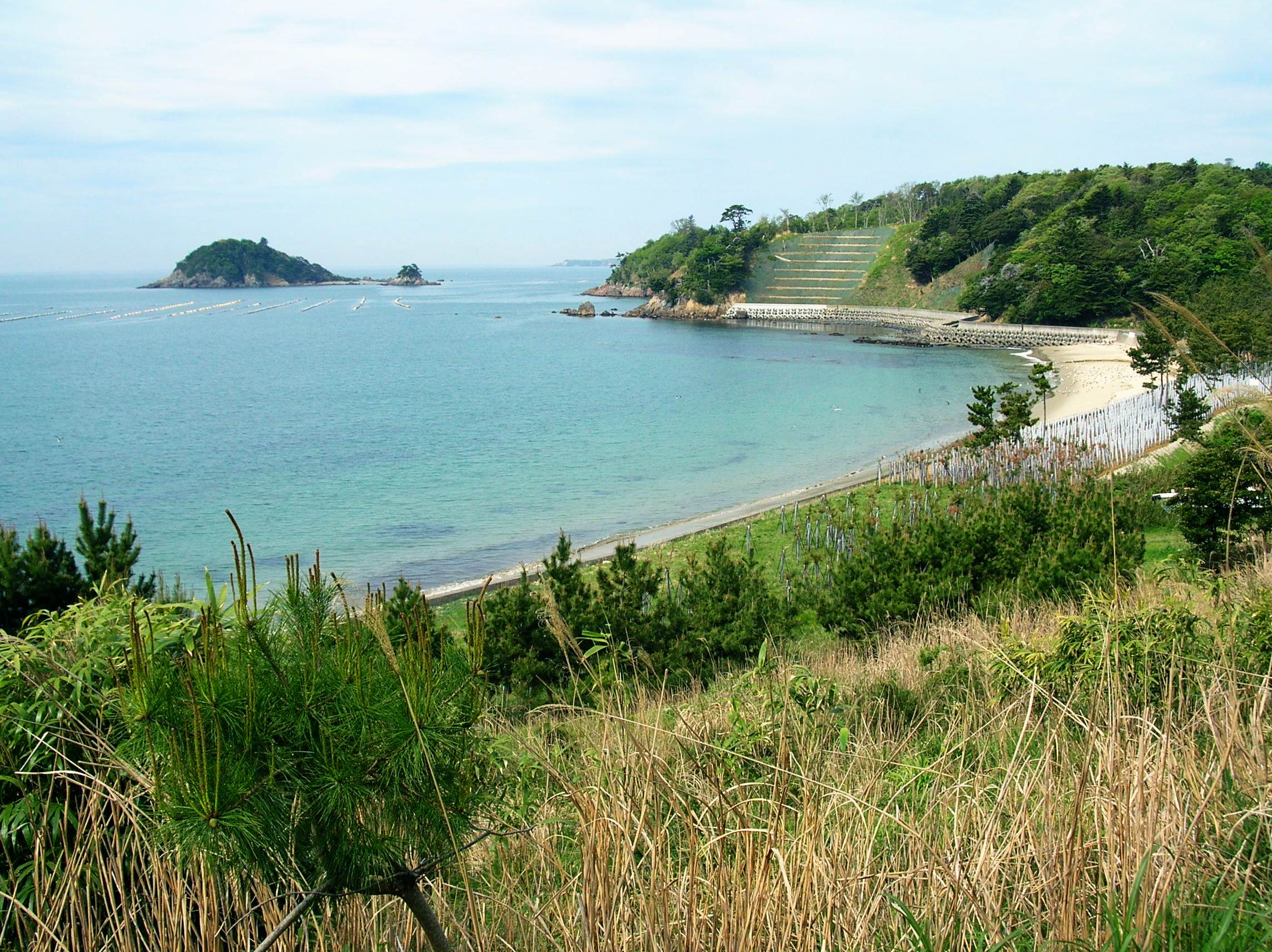
被災する前の荻浜（2008年）

荻浜では、3度にわたり津波が来襲したが、最も大きい波だったのは第3波であったとされる。第3波が襲ってくる前には、海底が見えるほど海水が引き、その後、大きな黒い津波が襲い、石巻市立荻浜中学校や荻浜支所は浸水し、そのほか荻浜郵便局や宮城新昌顕彰碑なども破壊された。
震災時にあった家屋55戸のうち53戸が破壊され、家屋の被害率は96.5%にのぼり、牡鹿半島の集落別でみると大谷川浜・鮫浦・祝浜・鹿立屋敷（100%）、谷川浜（98%）、桃浦（96.8%）についで多かった。
電気・水道が使用できなかったが、プロパンガス使用地域の為、ガスは使用可能であった。電気・水道の復旧には数ヶ月かかった。
家を失い避難していた人が仮設住宅へと転居することで人口流出が発生した。仮設住宅は荻浜地区だけでなく、石巻市全体にあり、荻浜から離れる家族が多くなった。特に、若い家族が市街地近くの仮設住宅に入ったというケースが多かったとされる。仮設住宅には、冷蔵庫、レンジ、電気釜、テレビ、電気ポット、クーラー等が設置されていた。仮設住宅で生活することで光熱費・食費・生活費などを自分で負担する必要があった。
以下は2012年12月時点での域内の人的被害の統計である。
| 世代と性別 | 犠牲者 | 死亡率 | 当時の人口 |
| ---------- | ------ | ------ | ---------- |
| 男性       | 1人    | 0.62%  | 80人       |
| 女性       | 0人    | 0.00%  | 81人       |
| 15歳未満   | 0人    | 0.00%  | 16人       |
| 15 - 64歳  | 0人    | 0.00%  | 86人       |
| 65歳以上   | 1人    | 1.69%  | 59人       |
| 合計       | 1人    | 1.23%  | 161人      |

#### 避難
石巻市立荻浜中学校
荻浜中学校は、2校舎と体育館からできており、授業に必要な教室を残し、他は避難所の居室・調理室・対策本部として使用された。最初は200人が避難をしていたが、仮設住宅への移転に伴い、徐々に人数が減っていき、2011年7月9日時点では約70人が荻浜中学校で避難をしていたとされる。避難所は年齢や性別、家族などを考慮して使用されており、高齢者は1階図書室を、若い年代の人々は2階教室を居室とした。なお、震災発生当日は雪が降っており、寒かったため避難者らは教室にかかっていた暗幕を数人で巻いて寒さをしのいだ。当初、荻浜中学校に避難者がいないと思われていたためか、被害が発生してから自衛隊が到着するのに約1週間、救援物資が届くのに約2週間を要した。病人が出たため、グランドに卒業式用の紅白の幕で×印を作り、衣類を棒に巻き付けた旗をグランドに出て振り、助けを求めた。食事について、3月11日の夜は煎餅数枚を子供に分けただけで、大人は食べるものがなかった。翌朝、中学校にあった白米を鍋で炊き、小さなおにぎりにしたものと薄めたインスタント味噌汁を少量ずつ分けて食べた。味噌汁は塩蔵わかめを水洗いし、塩抜きせずに入れ、味を調えたものである。2日間おにぎりで過ごした後、民家に残って被害に遭わなかった米と商店に残っていたカレールーやシーチキン、ソーセージ、缶詰などを持ち寄って食事を作っていた。救援物資がくるまでの約2週間は、3食ほとんどがおにぎりで白米がなくなると玄米を食べたとされる。救援物資が届くようになるとそれを使って朝昼夜食の準備をした。停電のため、日が落ちる前（午後3時から4時）に夜食を済ませる必要があったことから、夜になって空腹になり、カップラーメンを食べる人もいた。救援物資として届く食品類は、カップラーメン、缶詰、レトルト食品などが多く、野菜・肉などは、入るときはまとめて届くが、定期的に入ることはなく、多くは避難している人の親戚などによって届けられた。6月頃から、夕食としてのお弁当が届くようになり、避難者らは朝食以外は調理する必要がなくなった。夕食は基本的に4種類の弁当の繰り返しであった。なお、トイレ・調理室において水道が使用できたが、2011年7月時点では、食事準備をしていた家庭科室の水道は使用できなかったため、調理にはミネラルウォーター、野菜・食器の洗浄は沢水を用いており、一回の食事準備で数回沢水をタンクに汲みに行っていた。衛生について、地震発生から2週間は入浴できず、避難している人で小屋を建て、その中に沸かした湯を入れたタライを置き、体を洗った。その後、ボランティアより入浴施設が贈られ、安定した入浴環境が整った。なお、湯は中学校裏に出ていた沢水をろ過し、避難所で出たゴミや廃材を利用してボイラーで温めたものを使用していた。
石巻市役所荻浜支所
高台に位置していたため、避難所に指定されていたが、津波の第3波の来襲により、一階天井まで浸水し、避難所としての機能は果たせなかった。荻浜支所に一時的に避難していた荻浜保育所の児童および保育士らは1.3km離れた荻浜中学校へと避難した。

### 東日本大震災以前の災害
昭和三陸地震
1933年3月13日の河北新報によると
とあり、当地は雪が積もり、物資が不足していたことがうかがえる。
チリ地震
域内では最大3.9mの津波が来襲し、堤防の破壊された口に向かって家屋や石、木材が殺到した。

### 現在
荻浜字家前21に存在していた荻浜郵便局は、現在は窓口業務およびATM業務を停止している。
福島第一原子力発電所事故をうけて、女川原子力発電所における原子力事故を想定した防災対応マニュアルが作成された。なお、荻浜は女川原子力発電所のPAZ（予防的防護措置を準備する区域）に含まれており、事故発生時には、住民は大崎市立鳴子小学校へと避難することが定められている。

## 教育
域内には、小学校および中学校ともに存在していたが、過疎化および少子化により、生徒数が減少し、どちらも平成期に廃校となっている。小学校は、石巻市立荻浜小学校が存在していたが、2014年に休校、2018年に廃校となった。休校前の生徒数は2名であった。中学校の方は石巻市立荻浜中学校が存在していたが、2023年（令和5年）に廃校となり、41年の歴史に幕を閉じた。閉校時の生徒数は3年生2名、2年生1名の計3名であった。
2021年時点で、石巻市立万石浦小学校・石巻市立万石浦中学校の通学区域に萩浜が指定されている。

## 交通

### 道路

#### 一般国道
地区内に一般国道は通っていない。

#### 一般県道
- 宮城県道2号石巻鮎川線

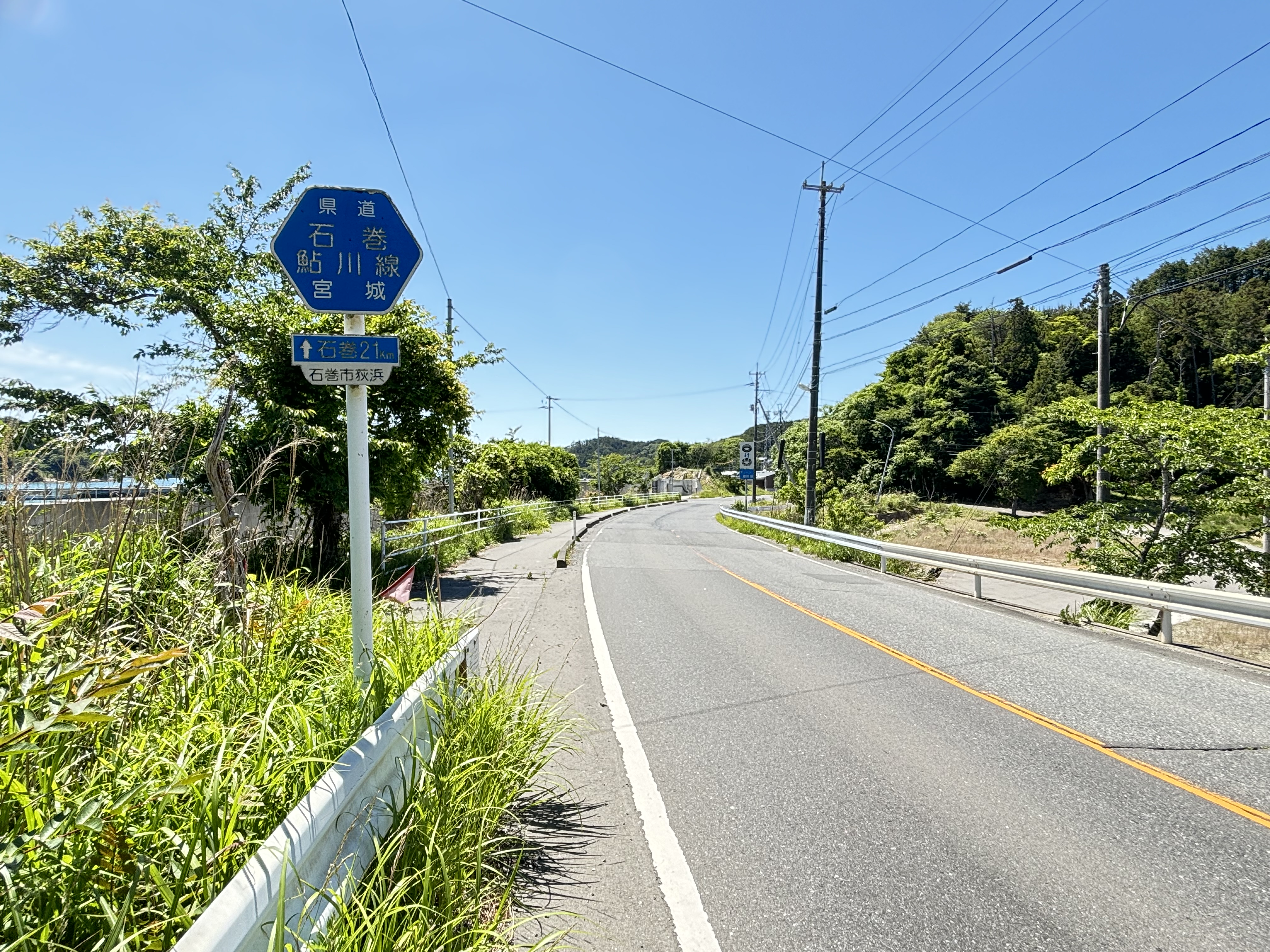
宮城県道2号石巻鮎川線

- 宮城県道220号牡鹿半島公園線（牡鹿コバルトライン）

### 鉄道
域内に鉄道駅は存在しない。最寄駅は東日本旅客鉄道渡波駅が挙げられる。

### バス
- ミヤコーバス[52]

## 寺社仏閣

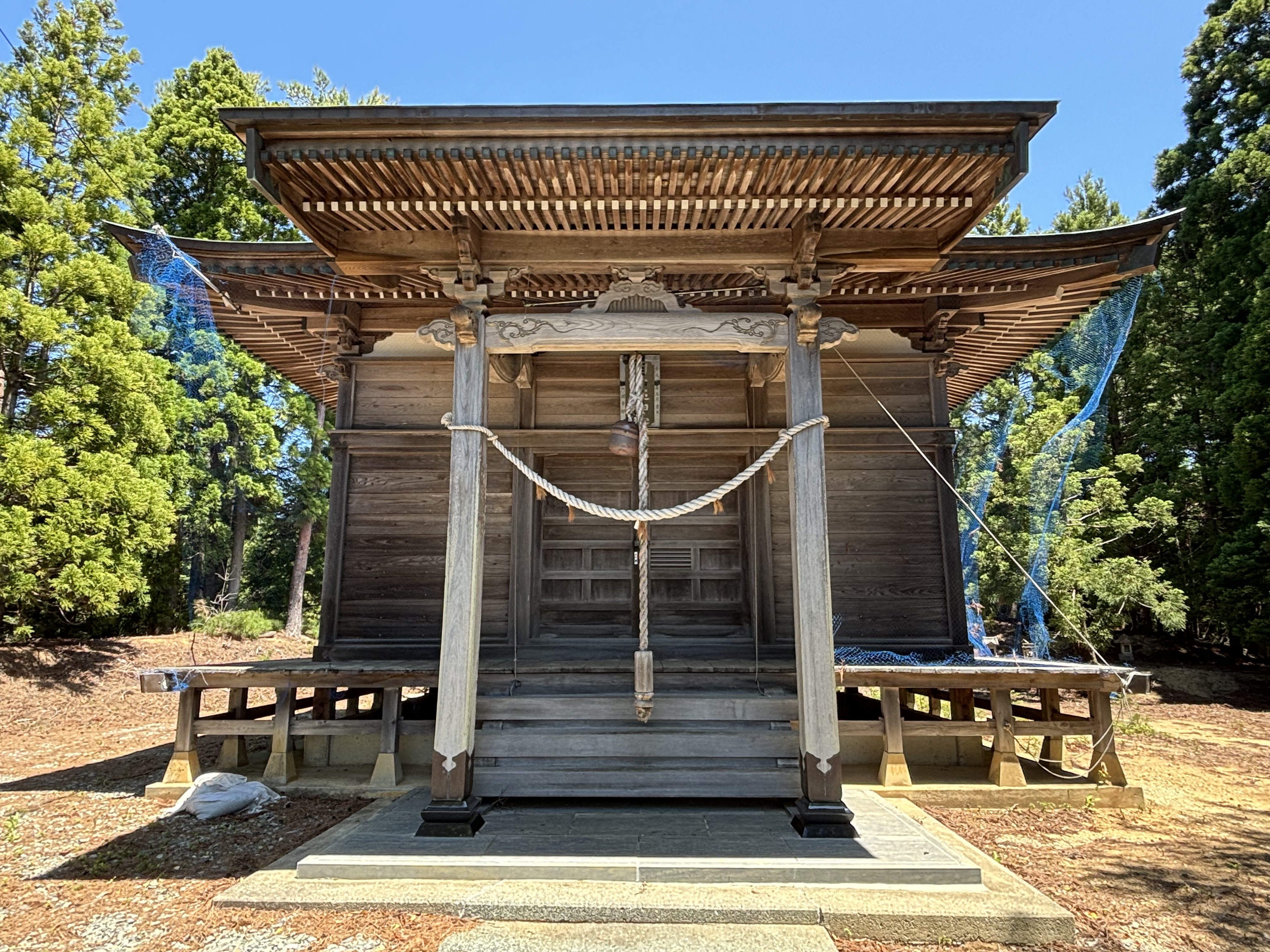
羽山姫神社社殿

- 羽山姫神社 - 主祭神は羽山津見神。旧暦9月9日を例祭日とする[23]。

## 人物
- 宮城新昌 - 沖縄県国頭郡大宜味村生まれ[25]。渡波の阿部善治らとともに牡蠣の垂下養殖法および種苗の抑制技術を開発した人物である[25]。1925年（大正14年）に荻浜村長と荻浜漁業協同組合が宮城新昌に養殖指導を懇請し、渡波漁業協同組合の協力によって万石浦に試験筏が設置され、1927年（昭和2年）には大規模養殖が開始された[25]。その後、「国際養蛎株式会社」を創立し、荻浜でもカキ養殖と種ガキ採苗を行ったとされる[25]。荻浜では宮城新昌の功績をたたえ、顕彰碑を設置している[注 7][25]。

## 荻浜地区

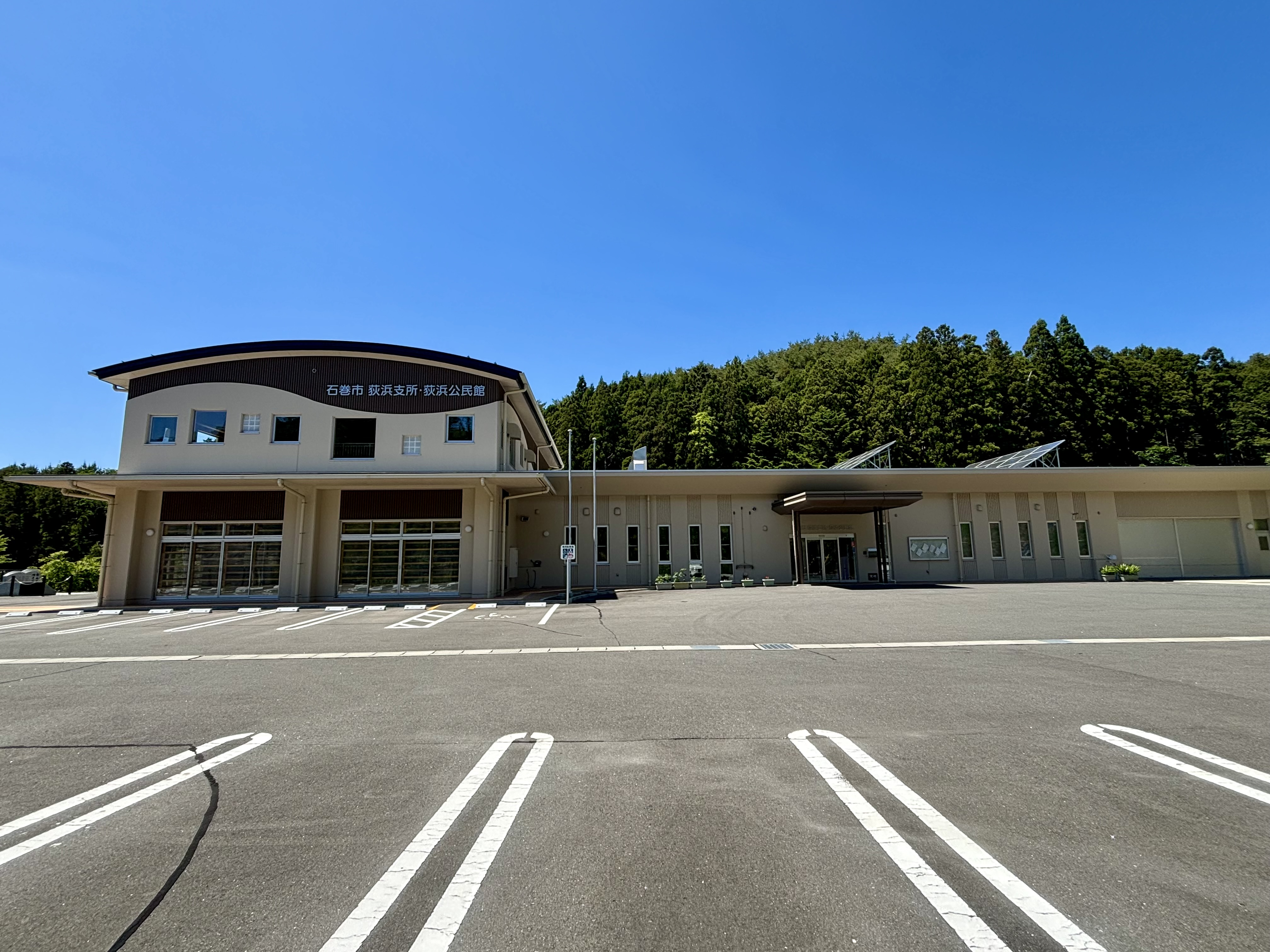
石巻市荻浜支所・荻浜公民館

荻浜地区（おぎのはまちく）もしくは荻浜地域（おぎのはまちいき）は石巻市荻浜支所の管区内にある地区の名称であり、旧牡鹿郡荻浜村全域に相当する。稲井地区、蛇田地区、渡波地区とともに石巻市本庁地区（旧石巻市域）に属する。漁業が中心産業の地区である。全域で住居表示未実施。
荻浜、折浜、狐崎浜、小積浜、侍浜、竹浜、月浦、福貴浦、牧浜、桃浦の計七浜三浦が荻浜地区に属し、石巻市荻浜支所の管轄である。

### 人口
震災前はおよそ1,000人が暮らしていたが、2024年4月末現在域内に暮らしている人数は422人にまで減少した。
2025年（令和7年）4月30日現在の世帯数と人口は以下の通りである。
| 大字   | 世帯数（戸） | 人口（人） |
| ------ | ------------ | ---------- |
| 荻浜   | 15           | 36         |
| 折浜   | 20           | 41         |
| 狐崎浜 | 41           | 100        |
| 小積浜 | 7            | 14         |
| 侍浜   | 6            | 12         |
| 竹浜   | 5            | 25         |
| 月浦   | 12           | 25         |
| 福貴浦 | 33           | 91         |
| 牧浜   | 30           | 45         |
| 桃浦   | 17           | 30         |